# Nocarodes keredjensis
Nocarodes keredjensis är en insektsart som först beskrevs av Werner 1939.  Nocarodes keredjensis ingår i släktet Nocarodes och familjen Pamphagidae. Inga underarter finns listade i Catalogue of Life.